# Европейски път E34
Европейски път Е34 е европейски автомобилен маршрут от категория А, свързващ градовете Брюж (Белгия) и Бад Айнхаузен (Германия). Дължината на маршрута е 489 km.

## Маршрут
Маршрутът на Е34 преминава през 3 европейски страни:
- Белгия: Брюж – Антверпен —
- Нидерландия: Венло —
- Германия: Дуисбург – Оберхаузен – Бад Айнхаузен

Е70 е свързан със следните маршрути:
| - E403 - E404 - E17 - E19 | - E313 - E25 - E312 - Е35 | - E37 - E41 - E331 - E30 |

## Галерия
- Тунел на Е34
- Е34 в Белгия
- Тунел в Антверпен, Белгия